# アマルチウス
アマルチウスあるいはアマルテウス (学名 : Amaltheus) は、下部ジュラ系から産出するアンモナイトの化石属。殻の臍孔は明瞭に開き、縁部に鋸歯状のキール（竜骨）がある。わずかにS状のうねり（肋）を持ち、その多くは同心縞の装飾がある。1808年にピエール・ドニ・ド・モンフォールによって命名されたアマルチウスは、北西ヨーロッパ、北アフリカ、コーカサス、シベリア、日本、北アラスカ、北アメリカ、オレゴン、そしておそらくホンジュラスで報告されており、いずれも上部プリンスバッキアン階から発見されている。アマルチウス科のタイプ属であり、エオデロセラス上科に属する。
2つの亜属が含まれる。1つはAmaltheus亜属で、上記の説明の通りである。もう1つのPseudoamaltheus亜属は独立した属とされる場合もあるが、Amaltheus亜属から後期に派生したグループであり、竜骨と肋が早期に失われ、同心縞が非常に発達していた。

## 種
- Amaltheus (Pseudoamaltheus) engelhardti -
- Amaltheus bifurcus -
- Amaltheus bondonniensis -
- Amaltheus gibbosus -
- アマルチウス・マーガリタトゥス（ハンガリー語版） Amaltheus margaritatus - 日本[5][6][2]
- アマルチウス・オリエンタリス Amaltheus orientalis - 日本[2][7]
- Amaltheus salebrosum -
- Amalteus spinatus - イギリス[8]
- アマルチウス・ストケジ（ハンガリー語版） Amaltheus stokesi - 日本[2]
- Amaltheus subnodosus -
- アマルチウス・レプレッサス Amaltheus repressus - 日本、ロシア[2]
- アマルチウス・タルローズイ Amaltheus talrosei - ロシア[9]
- Amaltheus viligaensis -